# Antártida Oriental
|  |

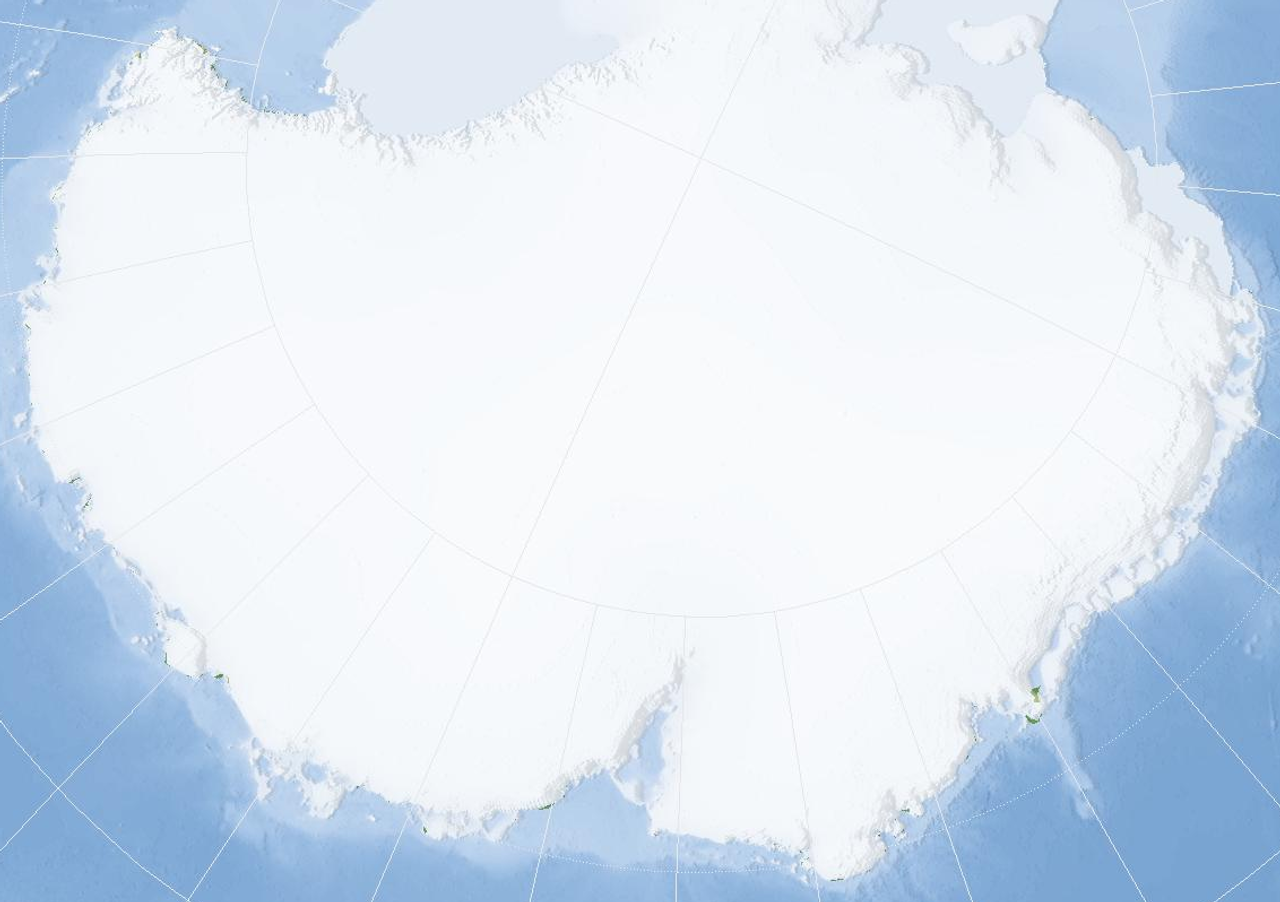
Mapa de la Antártida Oriental (este mapa tiene diferente orientación).

La Antártida Oriental o Antártida Mayor (80°S 80°E / -80, 80) es una de las dos grandes regiones en que se divide la Antártida. Comprende más de 8 millones de km², lo que significa dos tercios del continente. Esta rodeada por el océano Antártico en la parte situada hacia el océano Índico. El otro tercio del continente es la Antártida Occidental, de la que está separada por las montañas Transantárticas y por las plataformas de hielo que cubren los mares de Weddell y de Ross. Aislada y extremadamente fría, es una de las áreas menos antropizadas del mundo y está protegida por el Tratado Antártico.

## Toponimia
Todo menos una pequeña porción de esta región se encuentra dentro del hemisferio oriental, un hecho que ha sugerido el nombre de Antártida Oriental. A veces también se utiliza el nombre Antártida Oriental para referirse solo al área del continente que se encuentra dentro de ese hemisferio.
El nombre ha existido desde hace más de un siglo, ya que lo usó el escritor estadounidense Edwin Swift Balch en 1902 y Otto Nordenskjöld en 1905, pero su uso generalizado comenzó con el Año Geofísico Internacional (1957-1958) ya que las exploraciones habían revelado que las montañas Transantárticas constituyen una útil separación para dividir la Antártida en dos regiones. El Comité Consultivo sobre Nomenclatura Antártica (US-ACAN) de Estados Unidos aprobó el nombre en idioma inglés East Antarctica el 1 de enero de 1962. El 13 de mayo de 1991 el Comité de Topónimos Antárticos del Reino Unido (UK-APC) aprobó los nombres East Antarctica y Greater Antarctica.

## Geografía
Comprende, siguiendo la costa en dirección oeste, la Tierra de Coats, la Tierra de la Reina Maud, la Tierra de Enderby, la Tierra de Kemp, la Tierra de Mac. Robertson, la Tierra de la Princesa Elizabeth, la Tierra de Guillermo II, la Tierra de la Reina Mary, la Tierra de Wilkes, la Tierra Adelia, la Tierra de George V, la Tierra de Oates y la Tierra de Victoria, y la meseta Polar en el interior del continente. 
En ella se encuentra el polo sur geográfico, el polo sur geomagnético y el polo sur de la inaccesibilidad de la Antártida.
Aparte de pequeñas áreas en la costa, la Antártida Oriental está cubierta de hielo de forma permanente. La mayor eminencia de hielo del continente antártico se ubica en la Antártida Oriental, más precisamente en el domo A (80°22′S 77°21′E / -80.367, 77.350) a 4093 m sobre el nivel del mar. Debajo del domo A se encuentra la cordillera subglacial Gamburtsev —del tamaño de los Alpes— que se supone fue el sitio de nucleación de la capa de hielo de la Antártida Oriental. En contraste con la tendencia general, esta capa de hielo incluso crece, como lo demuestra una medición a largo plazo del período comprendido entre 1992 y 2017 (crecimiento de 5000 millones de toneladas por año). Sin embargo, la pérdida masiva de la capa de hielo de la Antártida Occidental supera la ganancia masiva en la Antártida Oriental con 7000 millones de toneladas por año.
En la Antártida Oriental se encuentran los mayores glaciares del planeta Tierra y —en la Tierra de Wilkes— un gigantesco cráter de origen meteórico llamado cráter de la Tierra de Wilkes.

## Geología
A diferencia de la Antártida Occidental, la mayor parte de la Antártida Oriental es un gran escudo llamado antártico oriental, correspondiente a un extenso cratón —formado en el eón Arcaico— actualmente cubierto por una extensa capa de hielo (o indlandsis). Otra teoría refiere que la Antártida Oriental se formó en el Mesoproterozoico mediante la combinación de tres provincias geológicas separadas del eón Arcaico: que corresponden a la Tierra de Wilkes, la Tierra de la Reina Maud y a la región del glaciar Rainer. En la zona de Tierra de Enderby hay uno de los pocos lugares en la Tierra donde las rocas arcaicas tempranas salen a la superficie con una edad de unos 4000 millones de años. Hace aproximadamente 1100 millones de años, la Antártida Oriental se convirtió en parte del supercontinente de Rodinia, y después de su colapso (que ocurrió hace unos 750 millones de años) estaba ubicada en el continente de Rodinia del Norte. Una nueva unificación de los antiguos continentes condujo hace unos 650 millones de años a la formación del supercontinente Pannotia (este fue el momento en que se originaron las montañas Transantárticas). Con el colapso de este último al final del período Ediacárico (hace aproximadamente 560 millones de años), la Antártida Oriental se convirtió en parte del continente de Gondwana.
En el Carbonífero la Antártica Oriental, junto con las partes vecinas de Gondwana, comenzaron a experimentar una cubierta glacial, que comenzó a retroceder con el inicio del Pérmico. En el período Pérmico, la acumulación de depósitos de carbón ocurrió en varias regiones de la Antártida Oriental. En ese momento Gondwana se unió con el continente Euramérica en el supercontinente Pangea. Sin embargo, en el Jurásico medio, Pangea se divide en Laurasia y Gondwana, y al comienzo del Cretácico Gondwana también comienza una desintegración, que terminó en el Paleógeno temprano con la divergencia de Australia y la Antártida. En el Mioceno comenzó una nueva cubierta glacial de la Antártida, que en el Plioceno tardío incluso superó su tamaño actual. A medida que se desarrolló la glaciación, la Antártida Occidental, anteriormente un grupo de islas dispersas, se fusionó con la Antártida Oriental en una sola matriz.

## Flora y fauna
Muy poco de la Antártida Oriental no está cubierta de hielo. Las pequeñas áreas que permanecen libres de hielo (oasis antárticos), incluyen a los valles secos de McMurdo, que constituyen una región de biodiversidad de tipo tundra conocida como el desierto antártico de Maudlandia. 
La única vida vegetal terrestre son los líquenes, musgos y algas que se aferran a las rocas y se adaptan al frío y al viento. Existe una gama limitada de invertebrados, incluidos los nematodos, colémbolos, ácaros y mosquitos, que viven entre los musgos y líquenes.
Las costas albergan aves marinas, pingüinos y focas, que se alimentan en el océano circundante, incluido el pingüino emperador, que se reproduce en el frío y oscuro invierno antártico. Entre las aves marinas están además: petrel austral, petrel gigante antártico, petrel damero, petrel níveo, paíño de Wilson, escúa polar y el petrel antártico.
Entre las focas: foca leopardo, foca de Weddell, elefante marino, foca cangrejera y la foca de Ross, que se reproducen en la capa de hielo circundante en verano.

## Clima
En general, la Antártida Oriental tiene un clima aún más hostil que la parte occidental del continente. Las temperaturas son aún más bajas allí. A lo largo de una cordillera entre las dos mesetas domo A y domo F el satélite Landsat 8 midió temperaturas menores a menos 93 °C en 2013, lo que lo convierte en el lugar más frío del mundo.